# Marianna Dixo
Marianna Botelho de Oliveira Dixo (* im 20. Jahrhundert) ist eine brasilianische Ökologin und Umweltberaterin.

## Leben
Dixo erlangte 1997 den Bachelor-Abschluss und im Jahr 2000 das Lizenziat in Biologie an der Universidade de São Paulo. 2001 folgte unter der Leitung von Márcio Roberto Costa Martins der Master-Abschluss in Ökologie und im Jahr 2005 wurde sie mit der Dissertation Diversidade de sapos e lagartos de serapilheira nima paisagem fragmentada do planalto atlânico de São Paulo unter der Leitung von Jean Paul Walter Metzger zum Ph.D. an der Universidade de São Paulo promoviert. Von 2006 bis 2008 absolvierte sie ihre Postdoc-Phase an der Universidade de São Paulo.
Seit 2001 ist Dixo als Umweltberaterin tätig und 2006 gründete sie das Unternehmen Hileia Consultoria Ambiental, in dem sie als Gesellschafterin und Geschäftsführerin fungiert. Sie verfügt über umfangreiche Erfahrung im Bereich Ökologie, mit Schwerpunkt auf angewandter Ökologie, und arbeitet hauptsächlich an Projekten über Fauna, Flora, Ökologie von Gemeinschaften sowie Landschaftsökologie.
Zwischen 2009 und 2016 arbeitete Dixo für das Unternehmen Probiota, in dem sie als Teilhaberin sowohl im technischen als auch im administrativen und kommerziellen Bereich tätig war.
2017 wechselte sie zurück in die Verwaltung von Hileia, wo sie in verschiedenen Bereichen arbeitet, darunter bei der Erstellung von Umweltverträglichkeitsstudien, dem Monitoring und der Erhaltung von Fauna und Flora, der Vorbereitung und Koordinierung von Umweltprogrammen, Managementplänen sowie Studien zur Landschaftsökologie und auch Pflanzung von einheimischen Setzlingen.
Dixo interessiert sich insbesondere für die Herpetofauna ihrer Heimat.

## Erstbeschreibungen von Marianna Dixo
- Alexandresaurus camacan Rodrigues, Pellegrino, Dixo, Verdade, Pavan, Argolo & Sites, 2007
- Chiasmocleis gnoma Canedo, Dixo & Pombal, 2004
- Leposoma puk Rodrigues, Dixo, Pavan & Verdade, 2002